# Nisio Isin
Nishio Ishin (西尾 維新 (Tây-Vĩ Duy-Tân) sinh năm 1981), bút danh chữ Latinh là Nisio Isin hoặc NisiOisiN cách điệu để nhấn mạnh vào palindrom (đọc xuôi đọc ngược đều như nhau), là bút danh của một tiểu thuyết gia và nhà văn truyện tranh Nhật Bản. Ông theo học và rời Đại học Ritsumeikan mà không tốt nghiệp. Năm 2002, ônh ra mắt với tiểu thuyết The Beheading Cycle (クビキリサイクル Kubikiri Saikuru) đã giúp ông dành được giải Mephisto thứ 23 ở tuổi hai mươi. 
Ông hiện đang làm việc với Kodansha về Faust, một tạp chí văn học chứa các tác phẩm của các tác giả trẻ khác, những người có ảnh hưởng tương tự từ tiểu thuyết và văn hóa otaku, và Pandora, tạp chí Kodansha Box. Ông cũng đã xuất bản một bộ mười hai tập trong mười hai tháng cho dòng Kodansha Box; Ryusui Seiryoin phù hợp với sản phẩm này và trang web Kodansha Box tuyên bố rằng đây là lần đầu tiên trên thế giới hai tác giả thực hiện mười hai tập tiểu thuyết hàng tháng từ cùng một nhà xuất bản. Vào tháng 2 năm 2008, cuốn tiểu thuyết Death Note Another Note: The Los Angeles BB Murder Cases, dựa trên manga Death Note, được xuất bản bản tiếng Anh bởi Viz Media. Del Rey Manga đã phát hành tập đầu tiên và thứ hai trong loạt Zaregoto của mình. loạt truyện Zaregoto.
Các tiểu thuyết Monogatari, Katanagatari và Zaregoto của ông đã được chuyển thể thành anime. Cuốn tiểu thuyết tiếp theo (Nisemonogatari) cũng đã được chuyển thể thành phim hoạt hình, cũng như hầu hết "Bộ truyện Monogatari" cho đến nay. Một tác phẩm khác của ông, Medaka Box, đã được chuyển thể thành một bộ anime hai mùa, cùng với light novel của ông Juni Taisen, cũng đã được chuyển thể thành phim hoạt hình.